# محرك واط البخاري

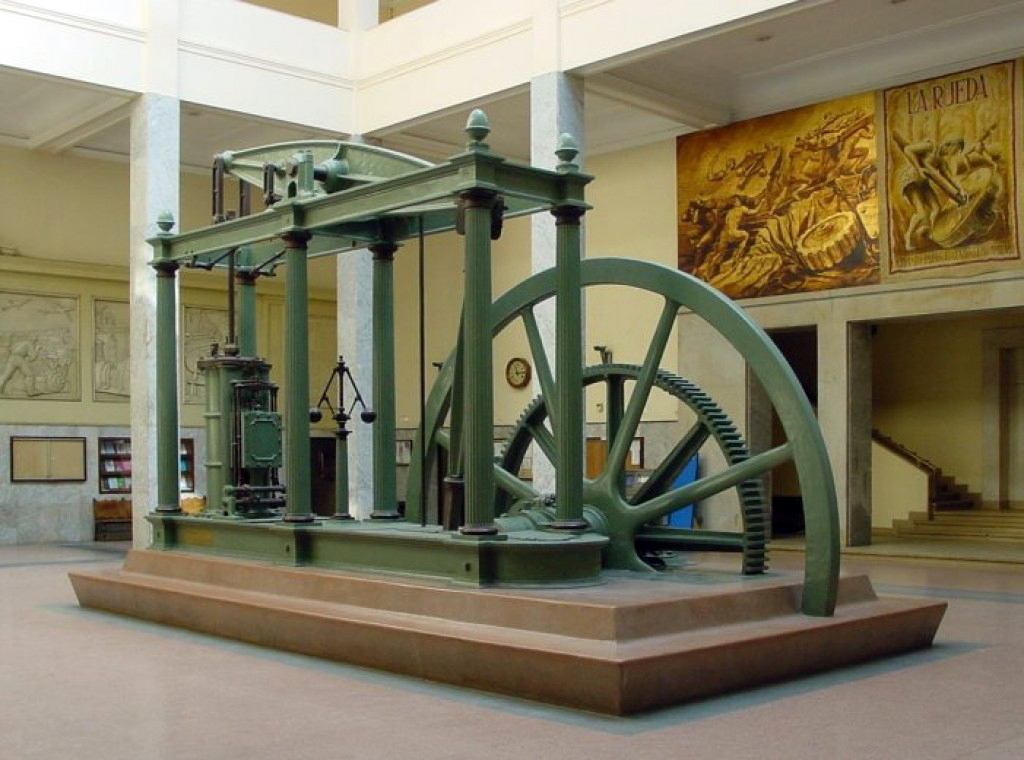
محرك في متحف بمدريد

محرك واط البخاري (بالإنجليزية: Watt steam engine)‏ كان أول أنواع المحرك البخاري التي تستخدم البخار ذا ضغط أعلى من الضغط الجوي.

## تفاصيل

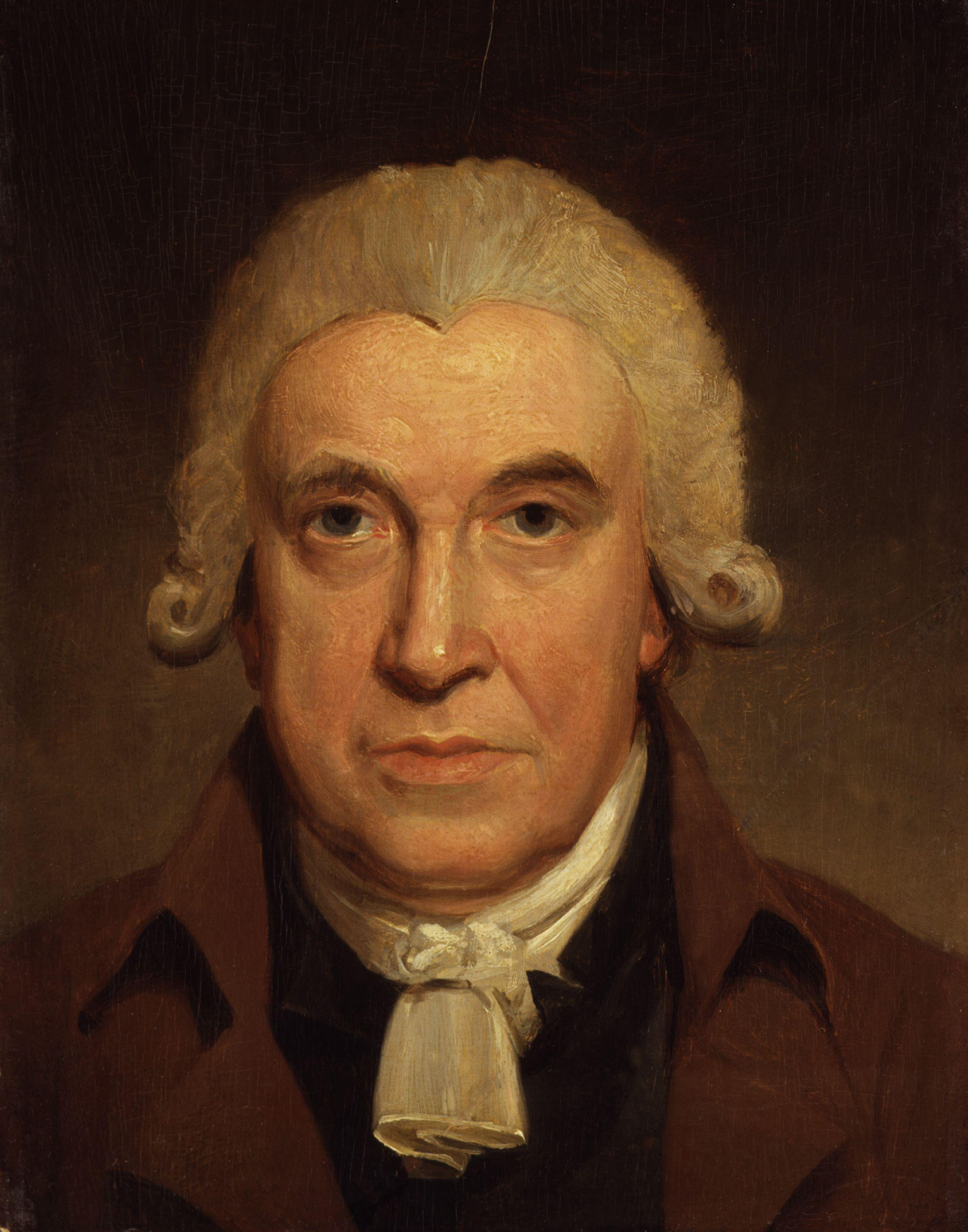
جيمس وات لهنري هوارد

جاء المحرك تطويرا لتصميم محرك نيوكومن البخاري لعام 1712، فقد نشأ محرك واط البخاري في قفزات متقطعة بين عامي 1763 و 1775، فكان ثاني خطوة عظيمة في تطوير المحرك البخاري.
عندما بدأ المهندس الأسكتلندي جيمس واط ( 1736 – 1819م ) تجاربه عام 1763م كان محرك نيو كومن البخاري ذائع الانتشار. وكان ذلك حافزاً لواط على التفكير لأنه كان يستهلك كميات هائلة من البخار ، وكميات أخرى كبيرة من الوقود. وقد رأى واط أن التسخين والتبريد المترددين أضاعا حرارة زائدة . عندئذ اخترع واط محركاً بخارياً بمكثف وأسطوانة منفصلين ، وبذا تظل الأسطوانة ساخنة على الدوام . ووفر هذا النظام ثلاثة أرباع تكلفة الوقود وذلك لفقدان كمية قليلة من البخار خلال تكثفه بدخوله الأسطوانة الباردة.
سجل واط أو براءة لاختراع المحرك البخاري عام 1769م ، واستمر بعد ذلك في إجراء تحسينات على آلته . ولعل من أفضل التحسينات التي أدخلها استخدام مبدأ الفعل المزدوج . وفي المحركات التي تُبنى على هذا المبدأ فإن البخار يستخدم أولاً على ناحية من المكبس ثم على الناحية الأخرى . وتعلم واط أيضاً أن يغلق طريق البخار عندما تمتلئ الأسطوانة جزئياً، وأدى ذلك إلى تمدد البخار الموجود أصلاً في الأسطوانة لتكملة مهمة المكبس . ويعتقد كثير من الناس خطأً أن واط اخترع المحرك البخاري ، ولكنه قام فقط بإدخال تحسينات على التصميمات السابقة التي ابتكرها نيو كومن وخفض تكلفة استخدام محركات البخار المكثفة ، وبذلك صار ممكناً استخدام هذه المحركات في أعمال أخرى غير الضخ .